# Yolande Moreau
Yolande Moreau, född 27 februari 1953 i Bryssel, är en belgisk skådespelare, regissör och manusförfattare.
Moreau har belönats med tre Césarpriser, två 2005 i kategorierna Bästa debutfilm och Bästa kvinnliga skådespelare för En smutsig affär och en 2009 för Bästa kvinnliga skådespelare i Séraphine. Vid Césarpriset 2013 nominerades hon till Bästa kvinnliga biroll för Camille mellan två åldrar. Hon har bland annat haft roller i Jean-Pierre Jeunets filmer Amelie från Montmartre (2001) och Micmacs (2009).

## Filmografi i urval
- 1985 – Vagabond
- 1993 – Germinal
- 1993 – Hajens son
- 2001 – Amelie från Montmartre
- 2004 – En smutsig affär (även regi och manus)
- 2005 – Mördande konkurrens
- 2006 – Paris, je t'aime
- 2007 – Une vieille maîtresse
- 2008 – Agnès stränder
- 2008 – Séraphine
- 2009 – Micmacs
- 2010 – Gainsbourg - ett legendariskt liv
- 2010 – Den siste mammuten
- 2010 – La meute
- 2012 – Camille mellan två åldrar
- 2012 – Bakom stängda dörrar
- 2013 – Neuf mois ferme
- 2016 – En kvinnas liv

## Utmärkelser
- Césarpriset för bästa kvinnliga huvudroll, för En smutsig affär,  2005
- Césarpriset för bästa långfilmsdebut, för En smutsig affär, med  Gilles Porte,  2005
- Officer av Kronorden,  2007[2]
- Valois de l'actrice, för Séraphine,  2008[3]
- National Society of Film Critics Award för bästa kvinnliga skådespelare, för Séraphine,  2009
- Los Angeles Film Critics Association Award för bästa kvinnliga skådespelare, för Séraphine,  2009
- Césarpriset för bästa kvinnliga huvudroll, för Séraphine,  2009
- Valois du scénario, för La Fiancée du poète, med  Frédérique Moreau,  2023[3]

[Redigera Wikidata]